# Polysyncraton turris
Polysyncraton turris är en sjöpungsart som beskrevs av Kott 2004. Polysyncraton turris ingår i släktet Polysyncraton och familjen Didemnidae. Inga underarter finns listade i Catalogue of Life.